# Кёрби, Питер
Питер Марри Кёрби (англ. Peter Kirby, 17 декабря 1931, Монреаль, Квебек) — канадский бобслеист, разгоняющий, выступавший за сборную Канады в 1960-е годы. Чемпион зимних Олимпийских игр 1964 года в Инсбруке, чемпион мира.

## Биография
Питер Кёрби родился 17 декабря 1931 года в Монреале, провинция Квебек. С ранних лет увлёкся лыжными гонками, долгое время занимался горнолыжным спортом, в частности, выиграл в этой дисциплине на молодёжном национальном чемпионате 1953 года. Позже заинтересовался бобслеем и прошёл отбор в национальную сборную Канады, присоединившись к ней в качестве разгоняющего.
Сразу стал показывать неплохие результаты, благодаря чему удостоился права защищать честь страны на Олимпийских играх 1964 года в Инсбруке, где, находясь в составе четырёхместного экипажа, куда также вошли пилот Виктор Эмери с разгоняющими Дугласом Энакином и Джоном Эмери, завоевал золотую медаль. Кроме того, его команда боролась здесь за место на подиуме в программе двухместных экипажей, но по итогам всех заездов оказалась лишь на четвёртой позиции. Успех удивил всю бобслейную общественность, поскольку у Канады не было даже своей санно-бобслейной трассы, а спортсмены тренировались в крайне неблагоприятных условиях американского Лейк-Плэсида.
На чемпионате мира 1965 года в швейцарском Санкт-Морице Кёрби финишировал первым в четвёрках и заслужил тем самым звание чемпиона мира. Конкуренция в сборной сильно возросла, поэтому вскоре Питер Кёрби принял решение завершить карьеру профессионального спортсмена, уступив место молодым канадским бобслеистам. За свои спортивные достижения занесён в Канадский спортивный зал славы и Канадский олимпийский зал славы. После окончания карьеры некоторое время работал геологом, позже открыл свой собственный бизнес.